# Enrique Mejía Arredondo
Enrique Mejía Arredondo (* 24. Dezember 1901 in Santo Domingo; † 5. Februar 1951) war ein dominikanischer Komponist und Dirigent.

## Leben
Mejía hatte ersten Musikunterricht bei seiner Mutter und bei seinem Großvater, dem Komponisten José María Arredondo Alfonseca. Er besuchte dann die Klavierklasse von Américo Lugo Romero, studierte Harmonielehre bei José de Jesús Ravelo, Orchestration bei Enrique Casal Chapí und nahm Violinunterricht bei dem in Santo Domingo lebenden österreichischen Geiger Willy Kleinberg.
1932 wurde er Gründungsdirektor des Orquesta Sinfónica de Santo Domingo, das er acht Jahre lang leitete. Ab 1941 war er Subdirektor des Orquesta Sinfónica Nacional. Mit José Ramírez Peralta und anderen gründete er die Sociedad de Autores y Compositores Dominicanos, die er bis zu seinem Tode leitete.
Als erste Werke komponierte Mejía im Alter von sechzehn Jahren Walzer (Manantial) und Lieder (Quisiera). Die erste größere Komposition war die Obertura para Orquesta 12 de julio, mit der er einen Kompositionswettbewerb gewann. Seine erste Sinfonie wurde von dem Musikkritiker Adolfo Salazar als una de las más notables en su género en Hispanoamérica bezeichnet. Sie war dem Gründungsvater der Dominikanischen Republik, Francisco del Rosario Sánchez, gewidmet und wurde 1941 vom Orquesta Sinfónica Nacional unter Leitung von Enrique Casal Chapí uraufgeführt. Eine Aufführung in New York mit dem NBC-Sinfonieorchester unter Leitung von Franz Black folgte 1946. Im gleichen Jahr wurde sie unter seiner eigenen Leitung im Palacio de Bellas Artes in Mexiko-Stadt aufgeführt.
Die sinfonische Dichtung Cuento Nocturno führte Julián Carrillo mit dem Orquesta Sinfónica de México auf. 1941 entstand Mejías Komposition Dos Evocaciones, die er Enrique Casal Chapí widmete. Widmungsträger des Poema Sinfónico Renacimiento war der Generalissimus Rafael Leónidas Trujillo Molina. Während eines Konzertes in La Vega, bei dem er Schuberts 5. Sinfonie dirigierte, erlitt Mejía einen Herzanfall und wurde in eine nahegelegene Klinik eingeliefert. Einige Monate später erlag er neunundvierzigjährig seinem Herzleiden. Posthum wurde er als Caballero des Orden de Juan Pablo Duarte ausgezeichnet.